# Эннелаве
Эннела́ве (дат. Endelave) — датский остров в проливе Каттегат, к северу от острова Фюн и к западу от Самсё. Остров занимает площадь 13,2 км2 (5,1 кв. миль); на острове проживает около 162 жителей.
На пароме от города Снаптун (Восточная Ютландия) можно добраться за 55 минут. На острове также имеется небольшая частная взлетно-посадочная полоса длиной около 600 м для небольших самолетов.
Эннелаве принадлежит к Ассоциации малых островов Дании.

## Природа и охраняемые районы
Эннелаве и окружающее его побережье имеют большое значение для многих видов птиц, как на национальном, так и на международном уровнях, и поэтому являются территорией, находящейся под Рамсарской конвенцией. Территория острова является частью территории Хорсенс-фьорда и имеет номер 152. Общая площадь всей защитной территории составляет 42 737 га.
Риф Møllegrunden к северо-западу от острова является важным местом отдыха и размножения многих тюленей в море Каттегат. Залив Эннелаве состоит из большой литоральной зоны, похожей на Ваттовое море. Около четверти самого острова находится под защитой в соответствии с планом Natura 2000, в который включены уязвимые и выдающиеся природные объекты, такие как заросли вересковой пустоши, пляжный луг и дубовые леса.
Эннелаве является местообитанием для популяции диких кроликов. Это неравномерно распределенное по территории животное в Дании, но там, где оно найдено, популяция обычно велика. На кроликов в Эндлаве охотятся. Более половины общего объема добытого кролика в Дании (стабильный уровень 5000 животных в год) из Эннелаве.

## Галерея

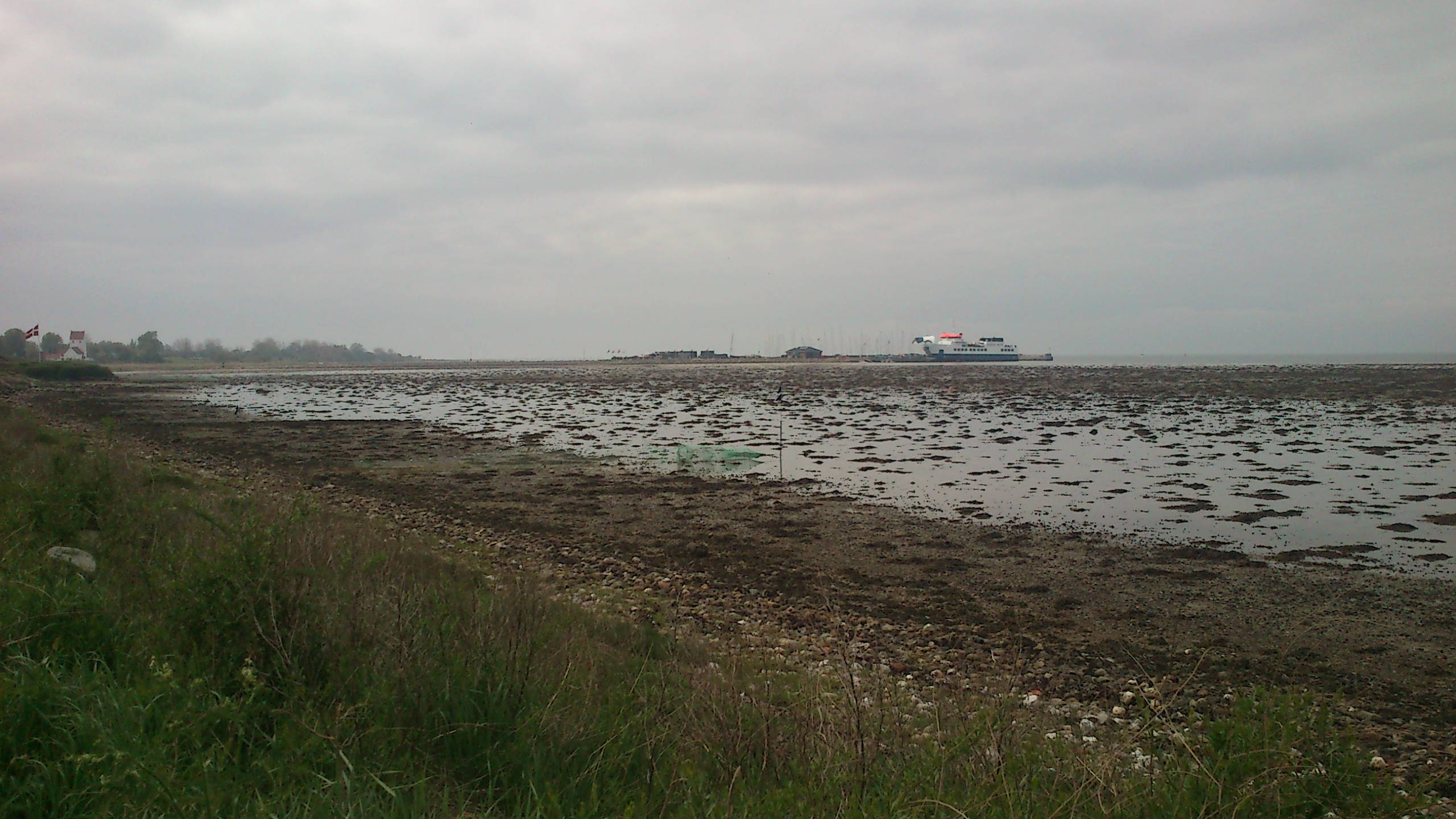
Обширная литоральная зона в бухте во время отлива.
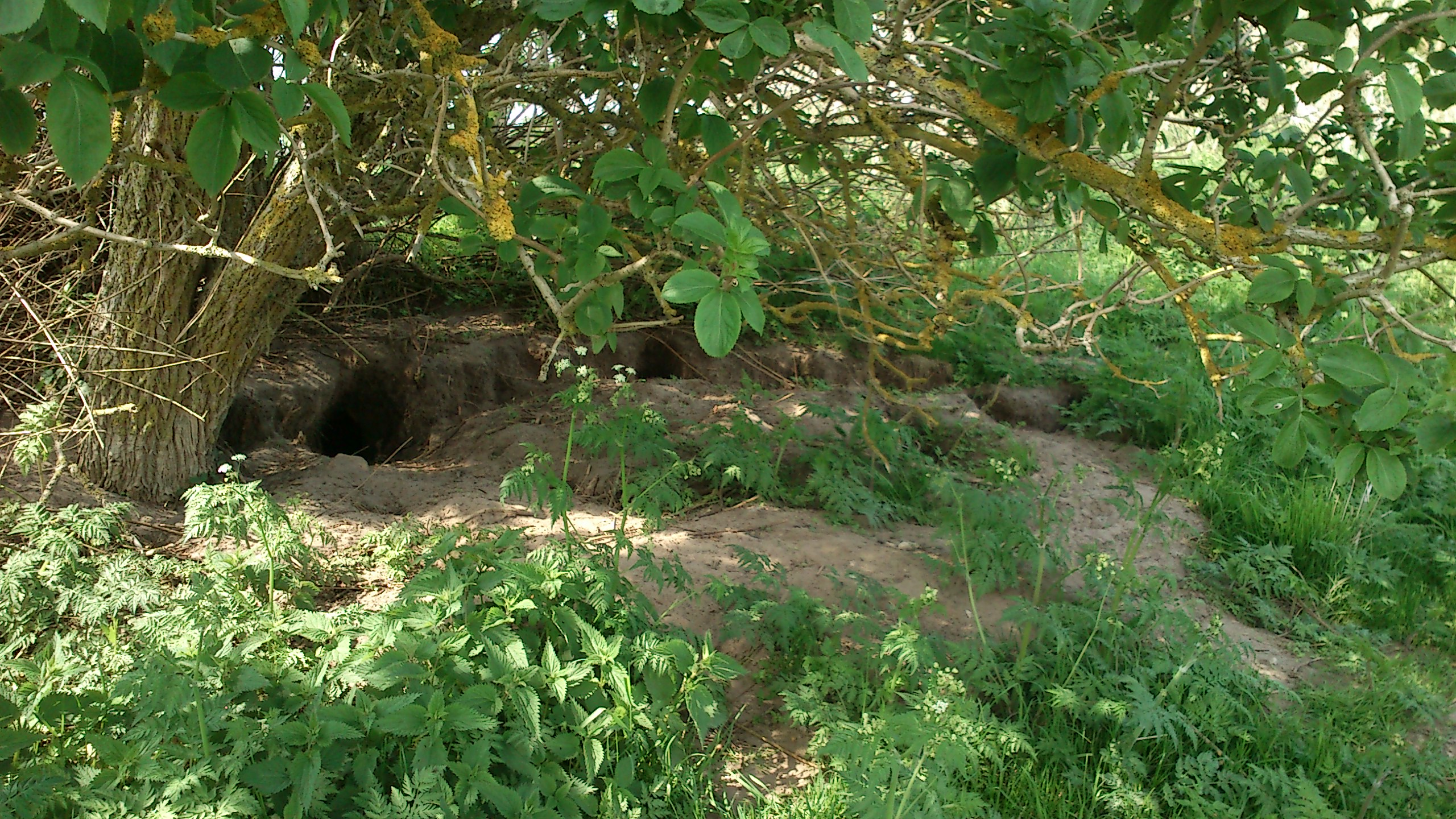
Кроличья нора
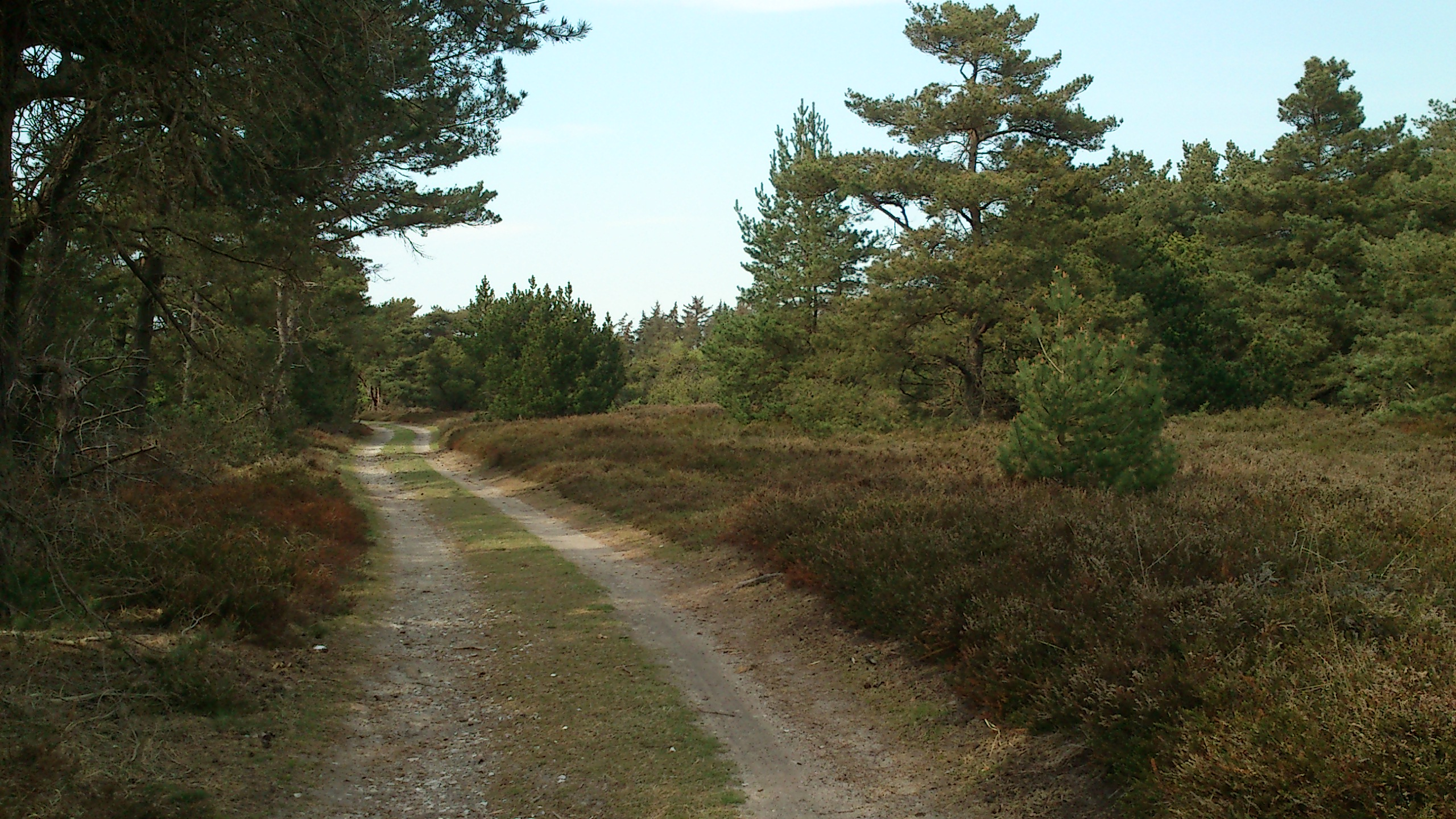
Вересковая пустошь
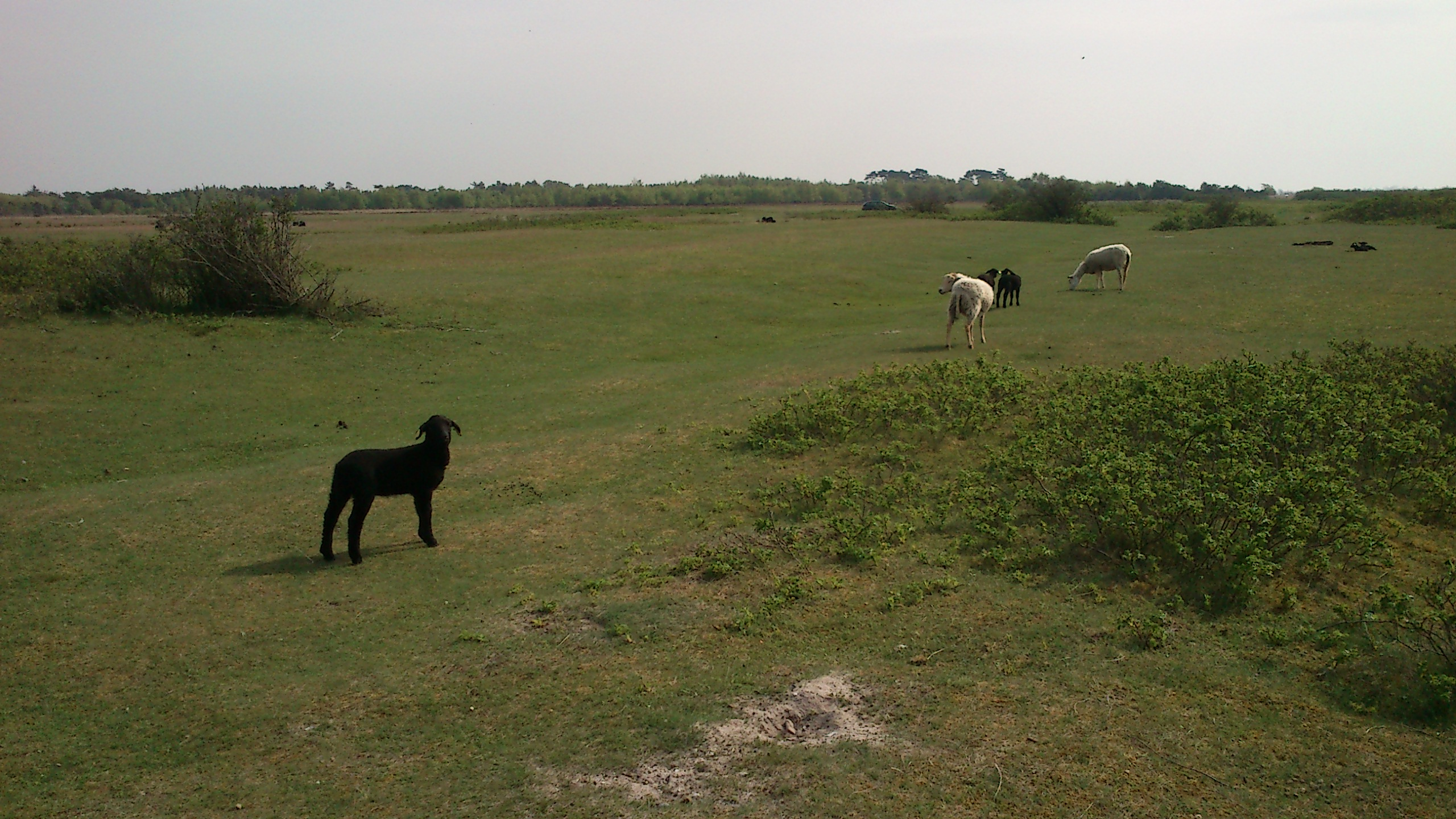
Пляжный луг

## Рекомендации
1. ↑  Эннела́ве // Словарь географических названий зарубежных стран / отв. ред. А. М. Комков. — 3-е изд., перераб. и доп. — М. : Недра, 1986. — С. 428.
2. ↑  Лист карты N-32-Б.
3. ↑  Statistikbanken -> Befolkning og valg -> BEF4: Folketal pr. 1. januar fordelt på øer (dänisch). Дата обращения: 9 мая 2019. Архивировано 9 декабря 2015 года.
4. ↑  The Annotated Ramsar List: Denmark. Архивировано 22 февраля 2014 года. Ramsar, 05.08.2013
5. ↑  Stock of Game and Hunting-seasons in Denmark: The Biological Foundation for the Hunting-season-revision 2010 Архивная копия от 21 сентября 2013 на Wayback Machine; DMU (2009), p.77-78 (датск.)